# نجاة الوافي
نجاة الوافي (مواليد 10 مارس 1975)، ممثلة ومقدمة برامج مغربية. شاركت في عدة أفلام ومسلسلات مغربية.

## النشأة
وُلدت نجاة الوافي في 10 مارس 1975 بمدينة الدار البيضاء لأبوين ينحدران من مدينة تاونات شمال المغرب. بدأ اهتمامها بالمجال الفني منذ أن بلغت 11 سنة بالاستماع إلى أغاني الشيخ أحمد قعبور، إلى أن حصلت على شهادة من المدرسة الوطنية الفرنسية للدراما ودبلوم عالي في الإدارة والتسيير.

## مسارها الفني
شاركت في عدة أعمال سينيمائية أشهرها مسلسل العين والمطفية من إخراج شفيق السحيمي ومسلسل تريكة البطاش، أيضاً السلسلة الكوميدية الشهيرة لالة فاطمة والسلسلة الكوميدية شريكتي موشكيلتي، وفيلم الباندية من إخراج سعيد الناصري وعدة أعمال أخرى.
كما قدمت العديد من البرامج التلفزية من بينها برنامج لالة لعروسة النسخة الأولى سنة 2009. وبرنامج صحتك أولاً،
قدمت أيضاً العديد من الإعلانات الإشهارية بالقنوات المغربية.

## حياتها الخاصة
متزوجة من خارج الوسط الفني و لها طفلة وحيدة من زواجها الأول تدعى رانيا. تزوجت للمرة الثانية سنة 2009 بعد مرور مدة على انفصالها عن زوجها الأول.

## روابط خارجية
- نجاة الوافي على موقع أرشيف الشارخ.
- نجاة الوافي على موقع IMDb (الإنجليزية)